# Lesogorskij
Lesogorskij (ros. Лесого́рский, fiń. Jääski) – osiedle typu miejskiego w dystrykcie wyborskim w obwodzie leningradzkim, leżące w Przesmyku Karelskim, w pobliżu granicy rosyjsko-fińskiej. W 2002 roku 3004 mieszkańców. Do 1944 roku na terenie Finlandii, centrum administracyjne gminy Jääski.
Stacja kolejowa na linii Kamiennogorsk-Swietogorsk-Imatra.